# Jorge Mora
Jorge Armando Mora Guzmán, también conocido como Jorge Mora o Gordo Mora (16 de enero de 1991, Guadalajara, Jalisco), es un futbolista mexicano que juega en la posición de Mediocampista. Actualmente se encuentra sin equipo. Su padre Octavio Mora es un exfutbolista.

## Trayectoria
Jorge Mora se formó en las fuerzas básicas del Club Deportivo Guadalajara, debutando en el fútbol profesional con la filial del club de Tercera División en el 2007. Durante los próximos años, seguiría jugando en las diferentes filiales del club, hasta que finalmente, el 19 de febrero de 2011 debuta con el primer equipo en la Primera División de México en un partido contra el Club de Fútbol Pachuca que terminó 4 por 1 a favor del Guadalajara, en este también anotó su primer gol a tan solo 25 segundos de su debut, tras un pase de "taconcito" de su compañero Erick "El Cubo" Torres.
A pesar de su debut en primera, Jorge no lograría establecerse con las Chivas, y seguiría variando entre el primer equipo y las filiales. Cabe destacar su participación en la liguilla del torneo Apertura 2011 y en la Copa Libertadores 2012.
Es contratado por los Correcaminos de la UAT de cara al torneo Apertura 2012 de la Liga de Ascenso. No obstante, no contaría con muchas oportunidades, durando únicamente un semestre con el club para luego irse al Cruz Azul Hidalgo, desgraciadamente, correría una suerte similar con este club. Finalmente, Mora es transferido al Club Deportivo De Los Altos de la Segunda División de México para la temporada 2013-14. Tendría un increíble año, consiguiendo marcar 17 goles en 29 partidos. Gracias a esto, recibe una nueva oportunidad en la liga de ascenso, esta vez de la mano de los Coras de Tepic. En el torneo Apertura 2014, Jorge se mantiene como un jugador regular en la plantilla, y consigue que su equipo termine como líder general de la competencia. Llega y juega la final de la liguilla ante el Club Necaxa, anotando en el partido de vuelta el 4-4 global en un agonizante minuto 124 consiguiendo alargar el encuentro a la tanda de penales. A pesar de que también logra marcar su tiro desde los 11 pasos, Coras perdería la tanda 5-4, quedándose así sin su "medio boleto" a primera división.
Con la llegada de Mauro Camoranesi como director técnico de los Coras para el torneo Clausura 2015, Jorge no volvería a ver actividad con el club. Gracias a esto, el "Gordo" ficha por los Leones Negros de la U. de G.. Marca su primer tanto y a la vez doblete con los universitarios en la jornada 4 del Apertura 2015 frente a los Correcaminos de la UAT, partido que terminaría con un resultado de 7-1. No tardaría en convertirse en referente del equipo. En el Clausura 2016, su equipo consigue el liderato general del torneo, clasificándose directamente a las semifinales, estancia en la cual la U. de G. enfrentaría a los Mineros de Zacatecas. En el partido de ida, Jorge marca el único tanto para su equipo, culminando el encuentro en un empate a unos. En el de vuelta, en el Estadio Jalisco, vuelve a marcar el que sería la ventaja momentánea, desafortunadamente, Mineros terminaría ganando 2-1 eliminando a la U. de G. del torneo.
Marca su primer "hat-trick" o triplete en la jornada 1 del Apertura 2016, en la victoria de los Leones cuatro goles por dos sobre los Potros de la Universidad Autónoma del Estado de México.
Mora formaría parte durante un lustro de los Leones Negros de la Universidad de Guadalajara, donde se convertiría en uno de los líderes del vestuario del equipo de Segunda mexicana. 
El 30 de julio de 2020, firma con el Salamanca CF UDS de la Segunda División B de España.
Luego de estar jugando en España, "El Gordo" Mora decide fichar por el  Tepatitlán FC de la Liga de Expansión MX.

## Selección Mexicana de fútbol
Mora fue convocado por la Selección de fútbol sub-20 de México para el Campeonato Sub-20 de la Concacaf de 2011. Tuvo participación en dos partidos, entrando de cambio en ambas ocasiones. Primeramente en la fase de grupos ante la Selección Cubana, partido que se llevarían los aztecas tres goles a cero y posteriormente en los cuartos de final frente la Selección Canadiense, nuevamente ganando por el mismo marcador, siendo el encargado de anotar el tercer tanto en el minuto 91 del partido.

## Clubes
| Club                         | País   | Año           |
| ---------------------------- | ------ | ------------- |
| Club Deportivo Guadalajara   | México | 2007 - 2012   |
| Correcaminos UAT             | México | 2012          |
| Cruz Azul Hidalgo            | México | 2013          |
| Club Deportivo De Los Altos  | México | 2013 - 2014   |
| Coras de Tepic               | México | 2014 - 2015   |
| Leones Negros de la U. de G. | México | 2015 - 2020   |
| Salamanca CF UDS             | España | 2020-2021     |
| Tepatitlán FC                | México | 2021-2022     |
| Alacranes de Durango         | México | 2022          |
| Alebrijes de Oaxaca          | México | 2023-presente |

## Palmarés

### Campeonatos internacionales
| Título                           | Club                      | Sede      | Año  |
| -------------------------------- | ------------------------- | --------- | ---- |
| Campeonato Sub-20 de la Concacaf | Selección Mexicana Sub-20 | Guatemala | 2011 |